# Football Club Lugano 1930-1931
Questa voce raccoglie le informazioni riguardanti il Football Club Lugano nelle competizioni ufficiali della stagione 1930-1931.

## Stagione
Questa stagione si caratterizza per la conquista della Coppa Svizzera per la prima volta. Campionato abbastanza regolare con un terzo posto nel girone est della Prima Lega che non permette però, partecipare alla fase finale del torneo.

## Rosa
| N. |                     | Ruolo | Calciatore      |
| -- | ------------------- | ----- | --------------- |
|    | Svizzera (bandiera) | P     | Maspoli         |
|    | Svizzera (bandiera) | P     | Meregalli       |
|    | Svizzera (bandiera) | D     | Cesare Bassi    |
|    | Italia (bandiera)   | D     | Giacomo Bosco   |
|    | Svizzera (bandiera) | D     | Buschor         |
|    | Svizzera (bandiera) | D     | Brivio          |
|    | Svizzera (bandiera) | D     | Maranesi        |
|    | Svizzera (bandiera) | D     | Arnaldo Ortelli |
|    | Svizzera (bandiera) | C     | Bettosini       |
|    | Svizzera (bandiera) | C     | Piero Donizetti |
|    | Italia (bandiera)   | C     | Luigi Cabrini   |

| N. |                     | Ruolo | Calciatore         |
| -- | ------------------- | ----- | ------------------ |
|    | Svizzera (bandiera) | C     | Gabriele Gilardoni |
|    | Svizzera (bandiera) | C     | Ranzi              |
|    | Svizzera (bandiera) | C     | Giulio Balestrini  |
|    | Svizzera (bandiera) | C     | Lombardini         |
|    | Svizzera (bandiera) | C     | Sturzi             |
|    | Svizzera (bandiera) | A     | Lauro Amadò        |
|    | Svizzera (bandiera) | A     | Libero Costa       |
|    | Svizzera (bandiera) | A     | Ernesto Fink       |
|    | Svizzera (bandiera) | A     | Aldo Poretti       |
|    | Svizzera (bandiera) | A     | Schott             |
|    | Svizzera (bandiera) | A     | Paolo Sturzenegger |

## Risultati

### Prima Lega (gruppo est)

#### Girone d'andata
| Arbitro: | Dagon (Soletta) |

|                |           |                               |
| Costa 21’, 27’ | Marcatori | 8’, 16’ Martin 44’ Winkler IV |

| Arbitro: | Paschoud (Berna) |

|  |           |                                                                   |
|  | Marcatori | ? ’, ?’, ? ’, ? ’ Costa ?’, ?’, ?’ Poretti ?’ Donizetti ?’ Sturzi |

| Arbitro: | Wunderlin (Basilea) |

|            |           |                           |
| Ruosch 35’ | Marcatori | 30’, 77’ Costa 31’ Sturzi |

| Arbitro: | Feuer (Distretto di Delémont) |

|                                 |           |       |
| Poretti 1°’ Sturzi 29’ Fink 40’ | Marcatori | 75’ ? |

| Arbitro: | Menke (Schieren) |

|               |           |           |
| Baumeister 8’ | Marcatori | 18’ Costa |

| Arbitro: | Paschoud (Berna) |

|                  |           |                                     |
| Poretti 31’, 35’ | Marcatori | 13’, 66’ Chabanel 19’ Rothlisberger |

| Arbitro: | Bitterli (Basilea) |

|            |           |                                                    |
| Poretti 2’ | Marcatori | 56’ Besimo 59’ Stalder 66’ André Abegglen (Trello) |

| Arbitro: | Osterwalder (Berna) |

|  |           |                                                               |
|  | Marcatori | 10’, 23’ (rig.), 86’ (rig.) Fink 12’ Poretti 41’ Sturzenegger |

#### Girone di ritorno
| Arbitro: | Osterwalder (Berna) |

|                                                          |           |  |
| Sturzi 17’, 78’ Cabrini 25’ Costa 65’, 83’ Fink 68’, 88’ | Marcatori |  |

| Arbitro: | Neumann (?) |

|  |           |                           |
|  | Marcatori | 34’ (rig.) Fink 12’ Amadó |

| Arbitro: | Jordan (?) |

|  |           |              |
|  | Marcatori | 50’ Hünzeler |

| Arbitro: | Bitterli (Basilea) |

|  |           |                |
|  | Marcatori | 20’, 36’ Costa |

| Arbitro: | Bitterli (Basilea) |

|                                     |           |  |
| Costa 17’, 55’, 66’ Sturzi 27’, 37’ | Marcatori |  |

| Arbitro: | Gerber (?) |

|                                 |           |  |
| Cabrini 4’ Costa 45’ Sturzi 83’ | Marcatori |  |

| Arbitro: | Dagon (Soletta) |

|                      |           |             |
| Martin (II) 26’, 74’ | Marcatori | 20’ Poretti |

| Arbitro: | Dagon (Soletta) |

|            |           |                                                                     |
| Delker 44’ | Marcatori | 24’ Bettosini 40’ Balestrini 49’ Sturznegger 60’ Cabrini 65’ Sturzi |

| Arbitro: | Dagon (Soletta) |

|                                     |           |             |
| Abegglen III (Trello) 15’, 35’, 76’ | Marcatori | 11’ Poretti |

### Coppa di Svizzera
| Arbitro: | Mercet (Thun) |

|                                                      |           |                                  |
| Sturzi 18’, 55’ Sturzenegger 22’ Costa 65’, 76’, 81’ | Marcatori | 59’, 60’ Papa 86’ (aut.) Maspoli |

| Arbitro: | Heer (Berna) |

|                                                                                     |           |       |
| Costa 16’, 55’ Poretti 31’, 33’, 40’, 62’, 65’ Cabrini 36’, 75’ Sturzi 43’ Fink 50’ | Marcatori | 70’ ? |

| Arbitro: | Menke (?) |

|                      |           |  |
| Cabrini 48’ Fink 81’ | Marcatori |  |

| Arbitro: | Bangerter (?) |

|            |           |                                         |
| 16’ Dubois | Marcatori | 7’ Sturzi 34’Cabrini 56’ Fink 68’ Costa |

| Arbitro: | Osterwalder (Berna) |

|                          |           |             |
| Fink 25’ Sturzi 38’, 40’ | Marcatori | 42’ Stalder |

| Arbitro: | Jordan |

|                                |           |              |
| Sturzi 73’ (rig.) Poretti 118’ | Marcatori | 64’ Adam (I) |